# 橋口陽子
橋口 陽子（はしぐち ようこ、1980年4月17日 - ）は、神奈川県出身の自転車競技（マウンテンバイククロスカントリー、シクロクロス）選手である。2021年全日本マウンテンバイク選手権クロスカントリーの優勝者である。

## 主な成績

### マウンテンバイク・クロスカントリー
2015年
- クップ ドュ ジャポン MTBクロスカントリー・女子エリート 5位

2016年
- クップ ドュ ジャポン MTBクロスカントリー・女子エリート 3位

2017年
- 全日本マウンテンバイク選手権大会クロスカントリー・女子エリート 3位
- クップ ドュ ジャポン MTBクロスカントリー・女子エリート 4位

2018年
- 全日本マウンテンバイク選手権大会クロスカントリー・女子エリート 3位
- クップ ドュ ジャポン MTBクロスカントリー・女子エリート 1位

2019年
- クップ ドュ ジャポン MTBクロスカントリー・女子エリート 2位

2020年
- 全日本マウンテンバイク選手権大会クロスカントリー・女子エリート 3位
- クップ ドュ ジャポン MTBクロスカントリー・女子エリート 6位

2021年
- 全日本マウンテンバイク選手権大会クロスカントリー・女子エリート 優勝
- クップ ドュ ジャポン MTBクロスカントリー・女子エリート 4位

### シクロクロス
2016-2017年
- 全日本シクロクロス選手権大会 エリート 11位

2017-2018年
- 全日本シクロクロス選手権大会 エリート 13位

2018-2019年
- 全日本シクロクロス選手権大会 エリート 9位

2019-2020年
- 全日本シクロクロス選手権大会 エリート 11位